# 七瀬ミチル
七瀬 ミチル（ななせ みちる、1964年9月2日 - ）は、栃木県出身の音楽家である。

## 来歴
- 1991年、松岡モトキ、小西昭次郎、田口祐司らと共にBL.WALTZのキーボーディストとしてデビュー。
- 1995年、久保田洋司のサポートとして活動。
- 1999年には、富澤タクのバンド、Number the.に参加。2009年、アルバムを1枚リリースし、現在も活動中。
- 2008年、グループ魂のアルバム『パツンパツン』に収録されている「Highschool」ほか数曲に、キーボードで参加。

## 他参加バンド
- ザ・コレクターズ
- 99SPEED
- 吉井和哉
- 水戸華之介（アンジー）
- ザ・チャイナボウルズ
- 4-STiCKS
- タイムスリップ・ランデヴー

| スタブアイコン | サブスタブ | この項目は、まだ閲覧者の調べものの参照としては役立たない、音楽関係者（バンド等）に関連した書きかけの項目です。この項目を加筆・訂正などしてくださる協力者を求めています（P:音楽/PJ:芸能人）。 |